# زيكو (مغني)
زيكو (هانغل: 지코) هو منتج أسطوانات وكاتب أغاني ومغني كوري جنوبي، ولد في 14 سبتمبر 1992 في منطقة مابو ‏ في كوريا الجنوبية.

## وصلات خارجية
- زيكو على موقع ميوزك برينز (الإنجليزية)
- زيكو على موقع ديسكوغز (الإنجليزية)